# راندي سميث
راندي سميث (بالإنجليزية: Randy Smith) هو سياسي أمريكي، ولد في 3 مارس 1960 في أوكلاند في الولايات المتحدة. حزبياً، نشط في الحزب الجمهوري.

## وصلات خارجية
- الموقع الرسمي